# Sibiril
Sibiril (tiếng Breton: Sibirill) là một xã của tỉnh Finistère, thuộc vùng Bretagne, miền tây bắc Pháp.

## Dân số
Người dân ở Sibiril được gọi là Sibirilois.